# Gasthof Zum Schusterjungen

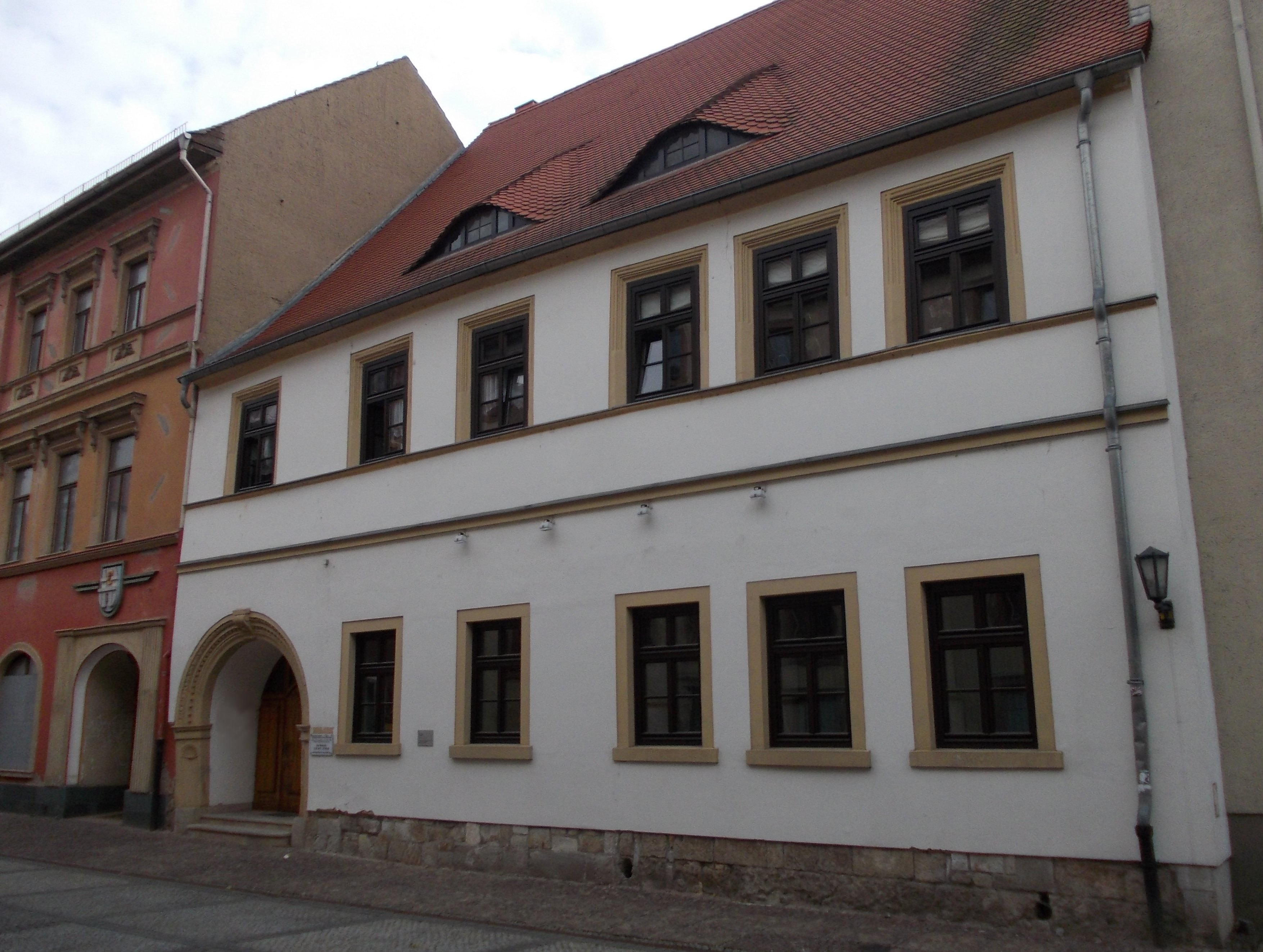
Gasthof Zum Schusterjungen

Das Gasthof Zum Schusterjungen ist ein denkmalgeschütztes Gebäude in der Stadt Weißenfels in Sachsen-Anhalt. Im örtlichen Denkmalverzeichnis ist das Gebäude unter der Erfassungsnummer 094 08944 als Baudenkmal verzeichnet.
Bei dem Gebäude mit der Adresse Nikolaistraße 12 in Weißenfels handelt es sich um einen Gasthof. Erstmals erwähnt wird der Gasthof, damals noch unter der Hausnummer 10, im Jahr 1552. Er trug über mehrere Jahrhunderte den Namen Roland. Im 20. Jahrhundert wechselte der Name des Gasthofes, die neuen Inhaber benannten ihn nach sich selbst. Im Jahr 1955 wurde aus der Gaststätte dann die HO Gaststätte Zum Schusterjungen. Der Name Schusterjunge ist eine Anspielung auf die Skulptur Schusterjunge vom Bildhauer Paul Juckoff.

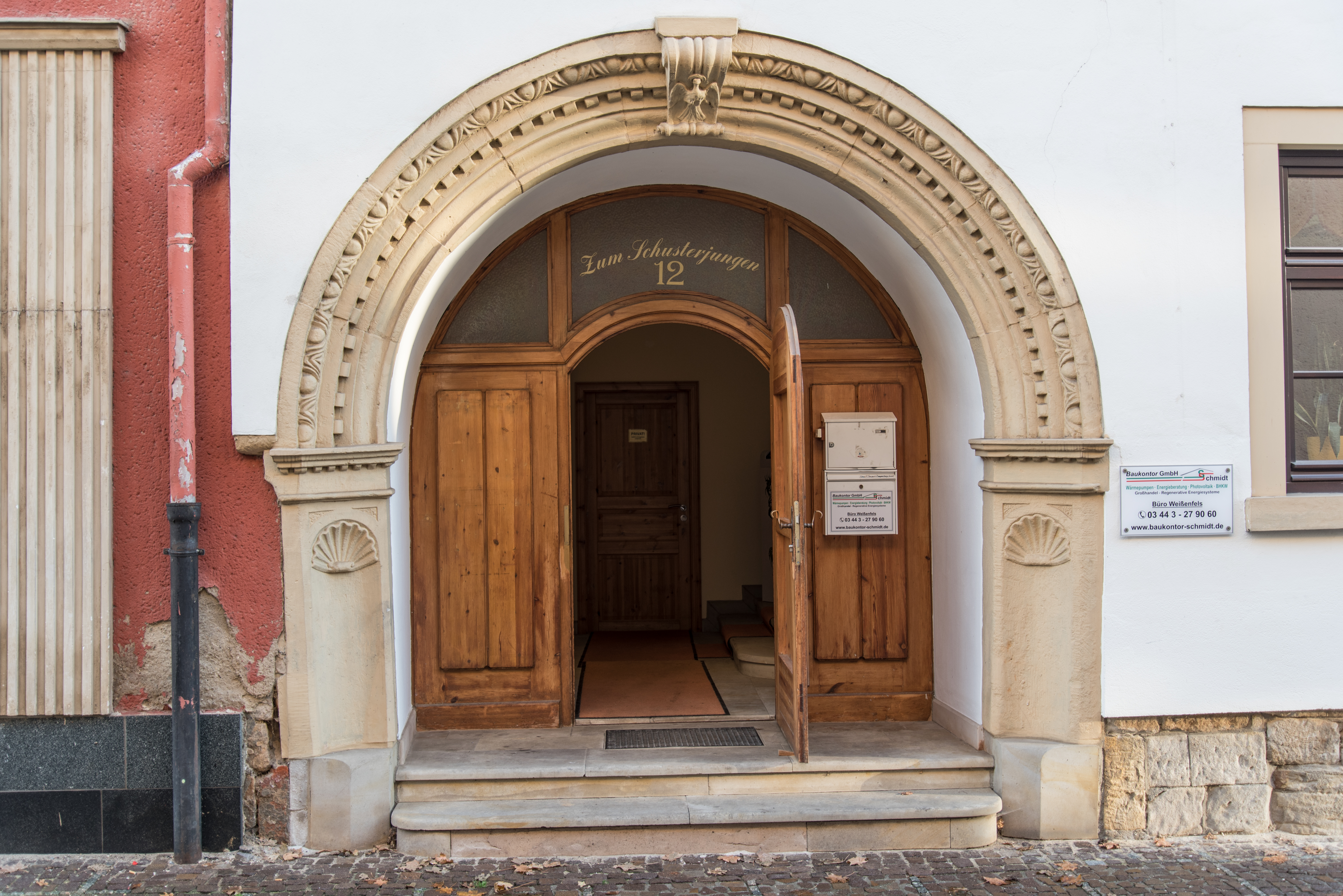
Portal des Gasthofes Zum Schusterjungen

Das Portal des Gebäudes wurde im Baustil der Renaissance mit einer Sitznische gefertigt. Das Gebäude ist zweigeschossig und verfügt über ein Fledermausgaubendach. Im Inneren des Gebäudes sind Stuck- und Bohlendecken erhalten geblieben, die vom Denkmalamt als kunstgeschichtlich außerordentlich interessant eingestuft wurden.